# Salmo fibreni
Salmo fibreni är en fiskart som beskrevs av Zerunian och Gandolfi, 1990. Salmo fibreni ingår i släktet Salmo och familjen laxfiskar. IUCN kategoriserar arten globalt som sårbar. Inga underarter finns listade i Catalogue of Life.